# William Witney
William Nuelsen Witney (* 15. Mai 1915 in Lawton, Oklahoma; † 17. März 2002 in Jackson, Kalifornien) war ein US-amerikanischer Film- und Fernsehregisseur, der mehr als 100 Filme drehte.

## Leben
William Witney war einer der „Könige der B-Movies“. Im Laufe seiner Karriere drehte er eine große Anzahl von Western. Ihm wird auch die moderne Machart von sorgfältig choreographierten Kampfsequenzen zugeschrieben, die er nach dem Muster der US-amerikanischen Musicalsequenzen des Regisseurs Busby Berkeley schuf. Zum Film kam er als Botenjunge bei Republic Pictures, wo er sich langsam nach oben arbeitete. Dort drehte er auch mit John Englisch so bekannte Filmreihen wie Der gelbe Kreis (Daredevils of the Red Circle, 1939), Zorros Rache (Zorro's Fighting Legion, 1939) und Dr. Fu Man Chu (Drums of Fu Manchu, 1940). 1943 erschien Haruschi, Sohn des Dr. Fu Man Chu (Originaltitel: G-Men vs. The Black Dragon) mit Nino Pepitone in der Titelrolle.
Witney war auch Regisseur von Robur, der Herr der sieben Kontinente (Master of the World, 1961), mit Vincent Price und Charles Bronson in den Hauptrollen, sowie Die Höllenkatze (The Bonnie Parker Story, 1958), mit Dorothy Provine in der Hauptrolle der „Bonnie Elizabeth Parker“, der das Gangsterpaar Bonnie und Clyde zum Thema hatte. Drei seiner Filme drehte er auch mit dem bekannten Zweiten Weltkriegshelden und Westernstar Audie Murphy. Darüber hinaus führte Witney auch Regie in einigen Folgen der Fernsehserie Bonanza. Details hierzu sind in dem Artikel Bonanza/Episodenliste dargestellt.

## Privatleben
William Witney hatte zwei Ehefrauen. In der Zeit von 1938 bis 1973 war er, bis zu ihrem Tod, mit der Schauspielerin Maxine Doyle verheiratet. Im Jahr 1977 heiratete er seine zweite Ehefrau Beverly, mit der er bis zu seinem Tod, im Alter von 86 Jahren, zusammen blieb.

## Ehrungen
In einem Interview mit der New York Times erzählte Quentin Tarantino, dass er Witney zu einem seiner Lieblingsregisseure zähle, insbesondere für den Film The Golden Stallion (1949), einen Film, der auf Roy Rogers zugeschnitten war. Zu Ehren Witneys widmete Tarantino ihm den Film Kill Bill – Volume 2 (2004).

## Filmografie

### Regisseur
- 1937: The Painted Stallion
- 1937: SOS Coast Guard
- 1937: The Trigger Trio
- 1937: Zorro der Rächer (Zorro Rides Again)
- 1938: The Lone Ranger
- 1938: The Fighting Devil Dogs
- 1938: Dick Tracy Returns
- 1938: Hawk of the Wilderness
- 1939: The Lone Ranger Rides Again
- 1939: Der gelbe Kreis (Daredevils of the Red Circle)
- 1939: Dick Tracy’s G-Men
- 1939: Zorros Rache (Zorro’s Fighting Legion)
- 1940: Heroes of the Saddle
- 1940: Dr. Fu Man Chu (Drums of Fu Manchu)
- 1940: Hi-Yo Silver
- 1940: Adventures of Red Ryder
- 1940: King of the Royal Mounted
- 1940: Mysterious Doctor Satan
- 1941: Adventures of Captain Marvel (Serial)
- 1941: Jungle Girl
- 1941: King of the Texas Rangers
- 1941: Dick Tracy vs. Crime Inc.
- 1942: Spy Smasher (Serial)
- 1942: S.O.S. Coast Guard
- 1942: The Girl from Alaska
- 1942: The Yukon Patrol
- 1942: Perils of Nyoka
- 1942: King of the Mounties
- 1942: Outlaws of Pine Ridge
- 1943: G-men vs. the Black Dragon
- 1943: The Fighting Devil Dogs
- 1943: Haruschi, Sohn des Dr. Fu Man Chu (G-Men vs. The Black Dragon)
- 1946: Roll on Texas Moon
- 1946: Home in Oklahoma
- 1946: Der Mann mit der Totenmaske (The Crimson Ghost) (12 Kapitel)
- 1946: Heldorado
- 1947: Apache Rose
- 1947: Bells of San Angelo
- 1947: Springtime in the Sierras
- 1947: On the Old Spanish Trail
- 1948: The Gay Ranchero
- 1948: Under California Stars
- 1948: Eyes of Texas
- 1948: Night Time in Nevada
- 1948: Grand Canyon Trail
- 1948: The Far Frontier
- 1949: Susanna Pass
- 1949: Down Dakota Way
- 1949: Land of Opportunity: The American Rodeo
- 1949: The Golden Stallion
- 1949: Land of Opportunity: The Sponge Diver
- 1950: Bells of Coronado
- 1950: Land of Opportunity: Tillers of the Soil
- 1950: Land of Opportunity: The Mardi Gras
- 1950: Twilight in the Sierras
- 1950: Trigger, Jr.
- 1950: Sunset in the West
- 1950: North of the Great Divide
- 1950: Trail of Robin Hood
- 1951: Spoilers of the Plains
- 1951: Heart of the Rockies
- 1951: In Old Amarillo
- 1951: South of Caliente
- 1951: Pals of the Golden West
- 1952: Colorado Sundown
- 1952: The Last Musketeer
- 1952: Border Saddlemates
- 1952: Old Oklahoma Plains
- 1952: The WAC from Walla, Walla
- 1952: South Pacific Trail
- 1953: Old Overland Trail
- 1953: Iron Mountain Trail
- 1953: Down Laredo Way
- 1953: Shadows of Tombstone
- 1954: The Outcast
- 1955: Santa Fe Passage
- 1955: City of Shadows
- 1955: Headline Hunters
- 1955: The Fighting Chance
- 1956: Stranger at My Door
- 1956: A Strange Adventure
- 1957: Panama Sal
- 1958: Die Höllenkatze (The Bonnie Parker Story)
- 1958: The Cool and the Crazy
- 1958: Juvenile Jungle
- 1958: Young and Wild
- 1959: Zorro Rides Again
- 1959: Paratroop Command
- 1959: Am Fuß der blauen Berge (Laramie) (Fernsehserie)
- 1960: Valley of the Redwoods
- 1960: The Secret of the Purple Reef
- 1961: Robur, der Herr der sieben Kontinente (Master of the World)
- 1961: The Long Rope
- 1961: The Cat Burglar
- 1961: The Wide Country (Fernsehserie)
- 1965: Aufstand in Arizona (Apache Rifles)
- 1965: The Girls on the Beach
- 1965: Goldtransport durch Arizona (Arizona Raiders)
- 1966: Dr. Satan’s Robot (Fernsehfilm)
- 1966: Nyoka and the Lost Secrets of Hippocrates (Fernsehfilm)
- 1966: Cyclotrode ’X (Fernsehfilm)
- 1966: Lost Island of Kioga (Fernsehfilm)
- 1966: Spy Smasher Returns (Fernsehfilm)
- 1967: Gewehre zum Apachenpass (40 Guns to Apache Pass)
- 1967: Tarzan’s Jungle Rebellion
- 1973: I Escaped from Devil’s Island
- 1974: Kodiak (Fernsehserie)
- 1975: Darktown Strutters

### Regieassistent
- 1934: Gesetz der Wildnis (Law of the Wild)
- 1935: Golddukaten des Gespenstes (The Phantom Empire)
- 1936: Zorro – Der blutrote Adler (The Vigilantes Are Coming)
- 1937: Dick Tracy I
- 1940: Men with Steel Faces
- 1955: Die Barrikaden von San Antone (The Last Command)
- 1960: The Tall Man (Fernsehserie)
- 1962: Mr. Hobbs macht Ferien (Mr. Hobbs Takes a Vacation)

### Filmeditor
- 1935: Tom Mix, der Wunderreiter (The Miracle Rider)
- 1936: Robinson Crusoe of Clipper Island
- 1937: Dick Tracy I + II
- 1960: The Tall Man (Fernsehserie)

### Darsteller
- 1933: Fighting with Kit Carson
- 1936: Zorro – Der blutrote Adler (The Vigilantes Are Coming)
- 1938: The Spider’s Web
- 1951: The Wild Blue Yonder
- 1982: Showdown at Eagle Gap